# Elektrownia Taizhong
Elektrownia Taizhong – elektrownia węglowa o mocy 5780 MW znajdująca się na Tajwanie, w miejscowości Taizhong, w dzielnicy Longjing).
Jest największą na świecie elektrownią cieplną opalaną węglem kamiennym.
Elektrownia ma 10 bloków energetycznych o mocy 550 MW każdy oraz 4 bloki gazowe o mocy 70 MW i dodatkowo turbiny wiatrowe.